# Václav Klaus
Václav Klaus ['va:ʦlaf 'klaʊs] (Praga, Protectorat de Bohèmia-Moràvia 1941) Polític i economista txec, President de la República Txeca des del 7 de març de 2003 fins al 7 de març de 2013, i Primer Ministre de la República Txeca des de 1992 fins a 1997. Està afiliat des de 1991 al Partit Democràtic Civic (ODS).

## Naixement i estudis
Va néixer el 19 de juny de 1941 a Praga (actual capital de la República Txeca) al Protectorat de Bohèmia-Moràvia (protectorat en mans dels nazis).
Graduat en econòmiques a la Universitat Econòmica de Praga el 1963, però completà els seus estudis en universitats italianes i nord-americanes. Va començar a treballar a l'Acadèmia de Ciències Txecoslovaca i però en fou expulsat el 1970 i va passar a treballar al banc central de Txecoeslovàquia. Klaus es casà amb Livia Klausová, una economista eslovaca, amb qui tingué dos fills Václav Klaus i Jan Klaus.

## Política
Klaus va començar a treballar en política després de la Revolució de Vellut (16 de novembre - 29 de desembre de 1989) i va exercir de ministre de finances. El mateix any s'afilià al partit txec Fòrum Cívic (en fou president de 1990 a 1991). En les eleccions del juny de 1992 el Fòrum Cívic se situà líder i guanyà les eleccions amb un 29,7% i obtingué 76 diputats (amb coalició amb el Partit Democristià). El 2 de juliol de 1992 fou nomenat Primer Ministre de la República Txeca, succeint a Petr Pithart (OF). Durant el seu mandat aconseguí la independència de la República Txeca i Eslovàquia (31 de desembre de 1992). Klaus va continuar com a primer ministre fins al 1996 que tornà a guanyar les eleccions amb un 29,6% dels vots i 68 diputats. Klaus va dimitir el 17 de desembre de 1997 per una crisi de govern quan el seu partit l'ODS es veia implicat en un escàndols financers, el succeí Josef Tošovský. La ODS (Partit Democràtic Cívic) va veure una notable caiguda en les eleccions de 1998, davant la victòria del CSSD (Partit Socialdemòcrata Txec). La ODS encara va caure més en les eleccions de 2002. Posteriorment deixà el càrrec a Mirek Topolánek.

## President de la República Txeca (7 de març de 2003 - 7 de març de 2013)
El 28 de febrer de 2003 el fins aleshores President de la República Txeca, Václav Havel va dir que acabava el seu mandat i que ja no es tornaria a presentar. A la República Txeca no es fan eleccions presidencials, sinó que com altres estats com Hongria s'elegeix el president pel parlament. Kláus durant la primera volta de votacions va obtenir 142 vots contra 281, però com que no va poder ser elegit president, hi va ser alguns militants del CSSD que durant la segona volta el van votar i llavors va ser elegit president el 7 de març de 2003. Durant el seu mandat la República Txeca ha entrat a la Unió Europea (1 de maig de 2004).